# Dorcasomus capensis
Dorcasomus capensis là một loài bọ cánh cứng trong họ Cerambycidae.